# Эшироль (кантон)
Эшироль (фр. Échirolles) — кантон во Франции, департамент Изер, регион Рона — Альпы, округ Гренобль. INSEE код кантона — 3805. Граничит с кантонами Пон-де-Кле (3820), Фонтен-Сейссине (3806), Сен-Мартен-д’Эр (3822) и Греноблем. Кантон был создан в 2015 году объединением кантонов Эшироль-Эст (2 коммуны) и Эбанс (1 коммуна).

## История
По декрету от 14 февраля 2014 года количество кантонов в департаменте Изер уменьшилось с 58 до 29. Новое территориальное деление департаментов на кантоны вступило в силу во время выборов 2015 года. Таким образом кантон Эшироль был образован 22 марта 2015 года. Кантон был сформирован из древних кантонов Эшироль-Эст (2 коммуны) и частично Эбанс (1 коммуна).

## Население
Согласно переписи 2012 года (считается население коммун, которые в 2015 году были включены в кантон) население Эшироля составляло 46 456 человека. Из них 26,4 % были младше 20 лет, 17,2 % — старше 65. 27,0 % имеет высшее образование. Безработица — 13,6 %.

## Коммуны кантона
В кантон входят 3 коммуны, из них главной коммуной является Эшироль.
| Коммуна | Название по-французски | Население, чел. (2012) | Площадь | Код INSEE |
| ------- | ---------------------- | ---------------------- | ------- | --------- |
| Брессон | Bresson                | 686                    | 2,78    | 38057     |
| Эшироль | Йchirolles             | 35826                  | 7,86    | 38169     |
| Эбанс   | Eybens                 | 9944                   | 4,50    | 38486     |

## Политика
Избиратели каждого кантона в ходе выборов выбирают двух членов генерального совета Департамента разного пола. Они избираются на 6 лет большинством голосов по результату двух туров выборов.
В первом туре кантональных выборов 2015 года в Эшироле баллотировались 2 пары кандидатов: Даниэль Бессирон и Силветт Роша (35,28 %), Алексис Жолли и Мари-Агне Вурио (НФ, 27,37 %). Явка на выборы составила 44,71 %. Во втором туре Даниэль Бессирон и Силветт Роша были избраны с поддержкой 63,43 %.